# Улица Кална (Рига)
Улица Ка́лна (латыш. Kalna iela — «Горная») — улица в городе Рига, расположенная в Латгальском предместье, в историческом районе Московский форштадт. Начинается от перекрёстка улицы Даугавпилс с улицей Лаздонас, пролегает в восточном направлении и заканчивается Г-образным перекрёстком с улицей Лаувас.

## История
Впервые показана на городском плане 1844 года под названием Большая Горная улица (нем. Grosse Bergstrasse, латыш. Lielā Kalna iela). Название улицы произошло от возвышенного рельефа местности, по которой пролегает улица. С 1917 года используется современный вариант названия, который со временем стал основным, хотя и сегодня на улице встречаются аншлаги с названием «Lielā Kalna iela». Других переименований улицы не было.
В межвоенный период на улице действовал химико-фармацевтический завод (дом № 23), несколько магазинов и ремесленных мастерских. К 1940 году к улице Лиела Кална относилось 46 земельных участков.
Во время оккупации Риги в годы Второй мировой войны улица Кална служила одной из границ Рижского гетто.

## Транспорт
Общая длина улицы Кална составляет 835 метров. На всём протяжении асфальтирована, имеется две полосы для автотранспорта и полоса для велосипедистов. Движение одностороннее, в направлении центра города (от конца улицы к её началу). Средняя ширина проезжей части — 10,6 метров.
По улице на всём её протяжении проходит маршрут троллейбуса № 15 и автобуса № 18. В конце улицы расположен остановочный пункт пригородных поездов «Вагону паркс». Имеется пешеходный мост для перехода к улице Маза Матиса и к поездам в направлении центрального вокзала.

## Примечательные объекты
В застройке преобладают малоэтажные деревянные здания, характерные для всего Московского форштадта.
Нечётная сторона
- Дома № 13, 13A, 13B — три доходных дома Ф. Стукаса (1913—1914).
- Бо́льшую часть нечётной стороны улицы Кална занимает территория Ивановского кладбища с крупным православным храмом Иоанна Предтечи (дом № 21). Рядом расположен небольшой деревянный храм Казанской иконы Божией Матери (дом № 21B — бывшее здание церкви Всех Святых, перенесённое с прежнего места в 1882 году), в настоящее время признанный ценным культурно-историческим объектом[6].

Чётная сторона
- Дом № 2 — бывший доходный дом Наталии Думбовской (1897, в последующем перестроен).
- Дом № 30 — в первой половине XX века здесь располагалось депо добровольной пожарной дружины[1].
- Дом № 62 — бывший доходный дом П. Петерсона (1914).

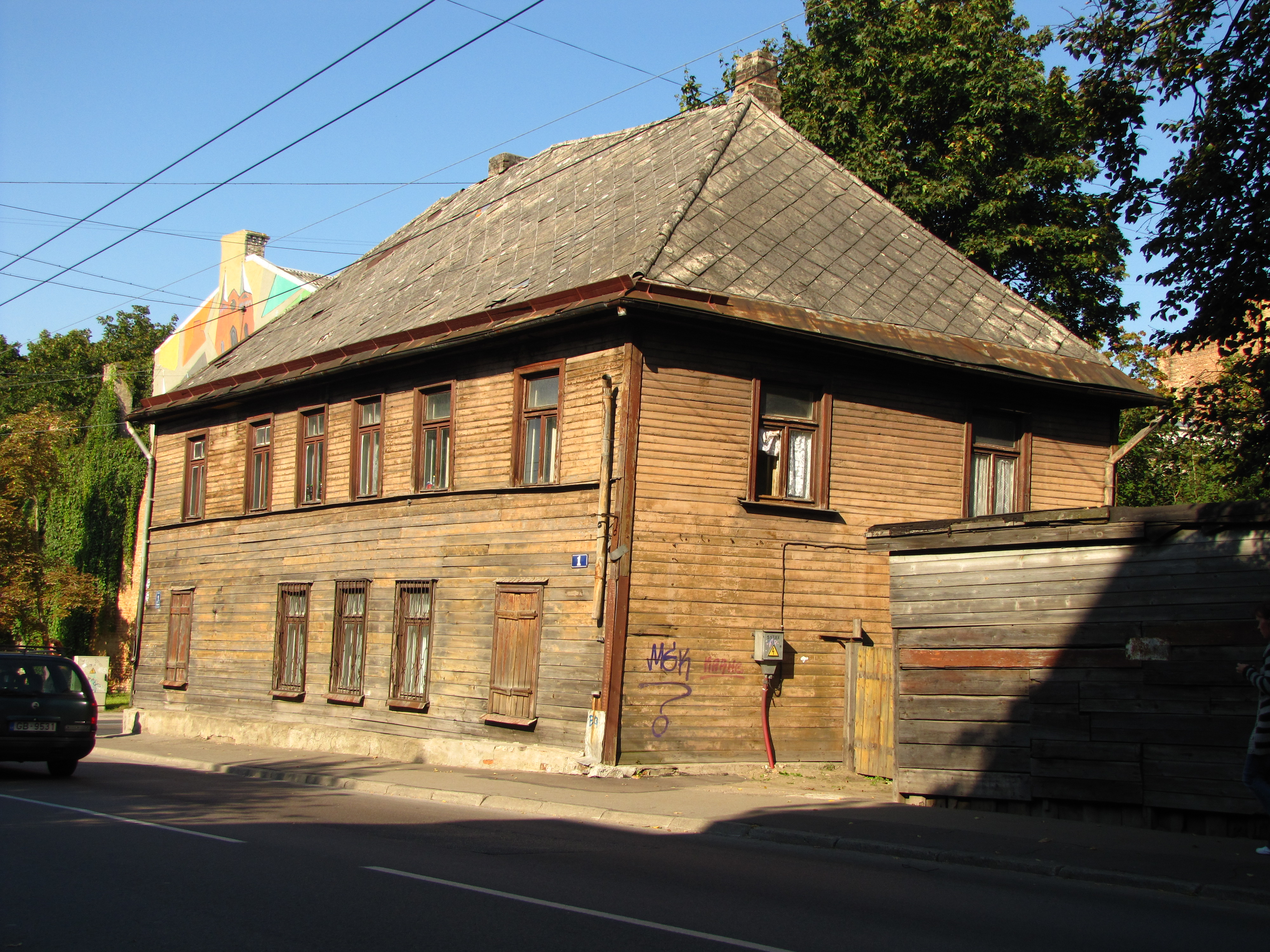
Дом № 1 до реставрации
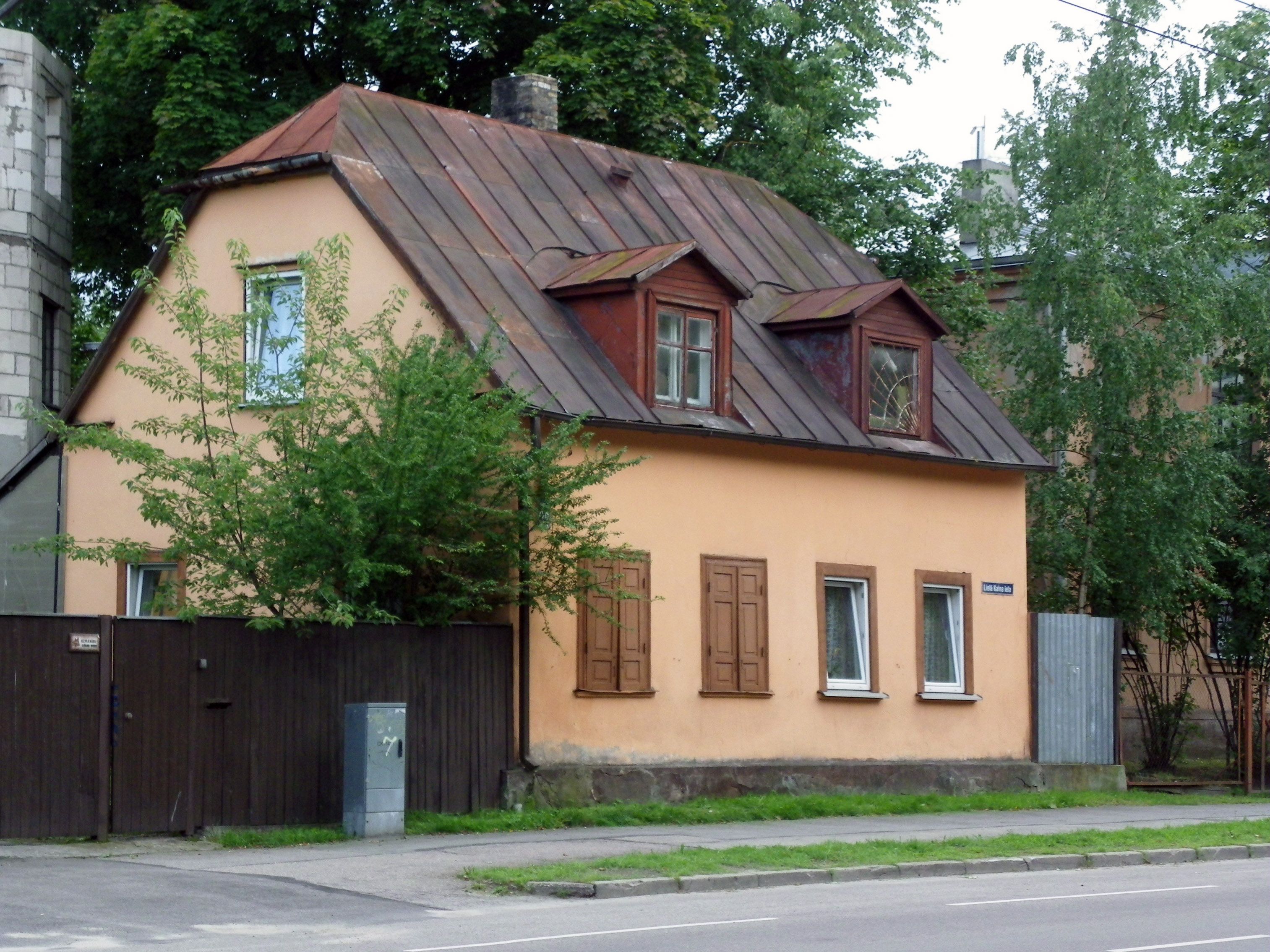
Дом № 46
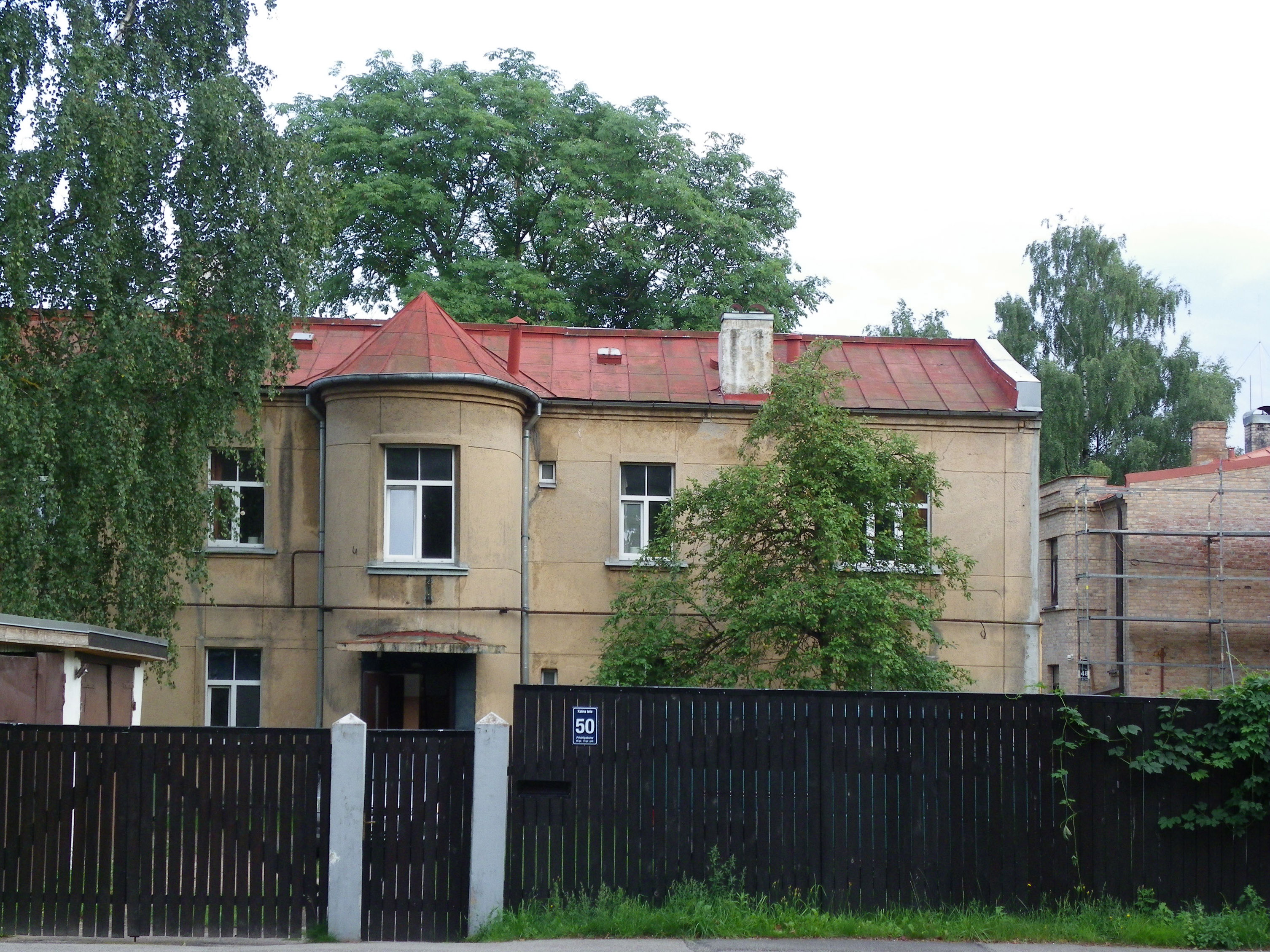
Дом № 50
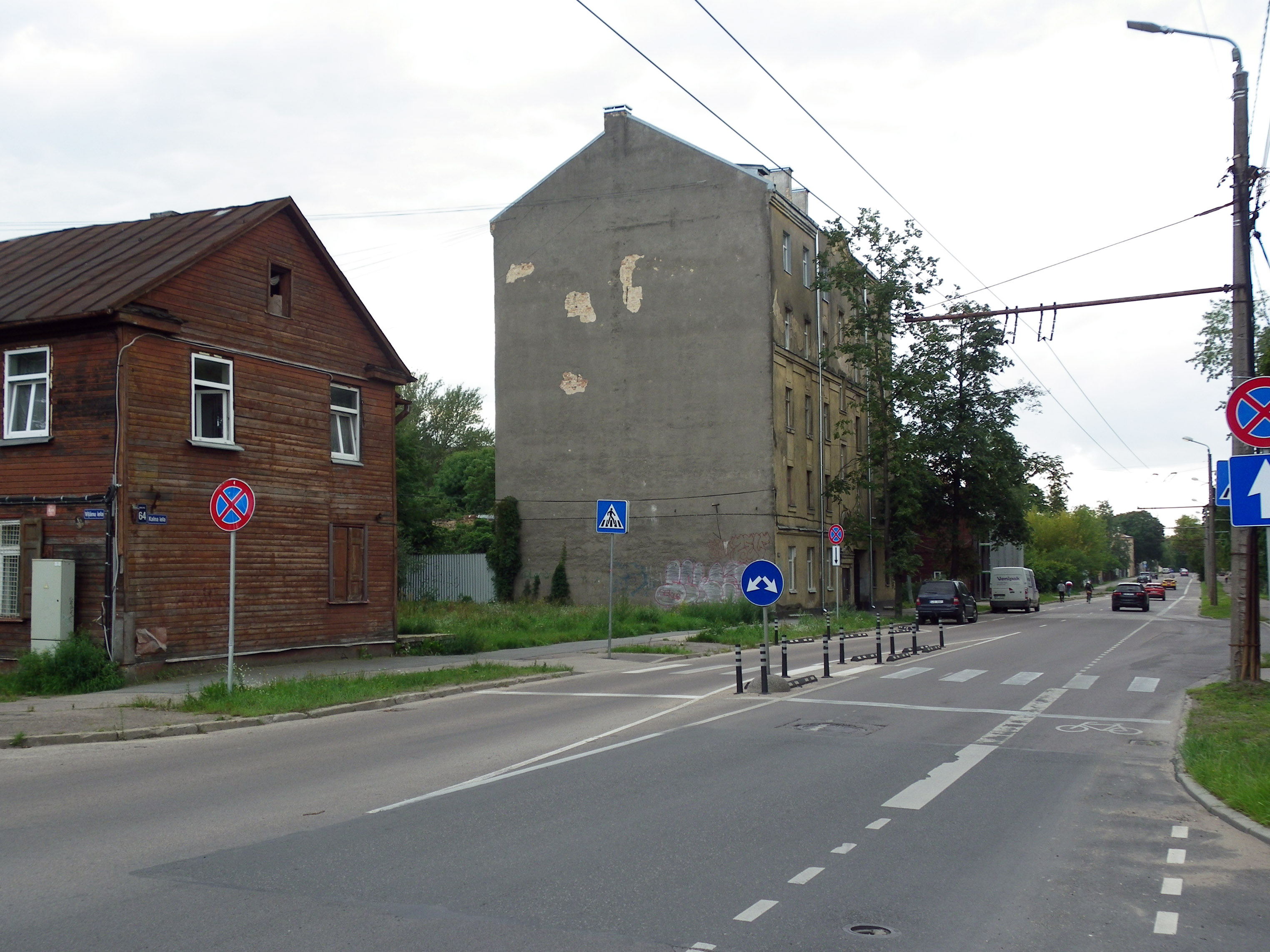
У перекрёстка с улицей Виляну

## Прилегающие улицы
Улица Кална пересекается со следующими улицами:
- улица Даугавпилс
- улица Лаздонас
- улица Маза Кална
- улица Ликснас
- улица Виляну
- улица Лаувас